# Feralia Planitia
Feralia Planitia este a treia cea mai mare structură de impact cunoscută de pe asteroidului Vesta, după Rheasilvia și Veneneia. Este unul dintre numeroasele bazine de impact vechi, degradate, care preced bazinul Rheasilvia care domină acum Vesta. Este situat în apropierea ecuatorului și măsoară 270 kilometri (170 mi) de la est la vest, deși comprimat latitudinal de impactul Rheasilvia.

## Observație și numire

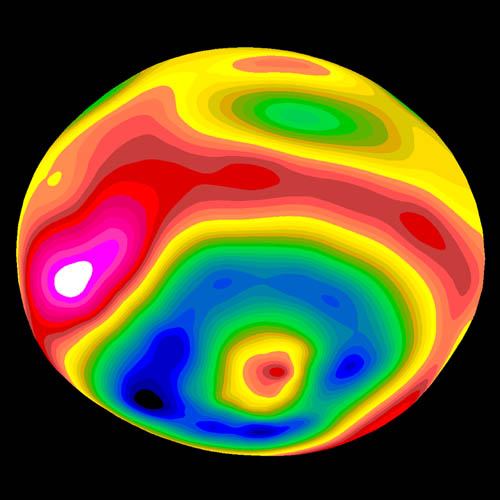
Feralia Planitia (verde, sus) este suficient de mare pentru a fi vizibilă de pe Pământ, așa cum se vede aici într-un model al lui Vesta construit din imaginile telescopului spațial Hubble luate în mai 1996. Craterul mult mai mare din partea de jos este Rheasilvia

Feralia Planitia a fost văzută pentru prima dată în observațiile îndepărtate ale Vestei de către Telescopul Spațial Hubble (HST), care a observat-o pe Vesta în 1994, 1996, 2007 și 2010. Feralia Planitia a primit apoi denumirea informală provizorie a caracteristicii Y. :1106,1111Feralia Planitia, alături de celelalte forme de relief ale Vestei, au fost rezolvate în detaliu pentru prima dată de către sonda Dawn, care a orbitat în jurul Vestei între 16 iulie 2011 și 4 septembrie 2012. Caracteristica și-a primit apoi numele după vechiul festival public roman Feralia, unde cetățenii puneau ofrande la mormintele morților. Numele Feralia Planitia a fost aprobat oficial de Uniunea Astronomică Internațională (IAU) la 27 decembrie 2011. 

## Geologie și caracteristici

O imagine cu quadrunghiul Lepida de pe Vesta, inclusiv colțul de nord-vest îndepărtat al Feralia Planitia. Lepida este situată în dreapta, în timp ce Vestalia Terra este situată în stânga jos

Feralia Planitia, situată în apropierea ecuatorului, domină emisfera estică a Vestei. Bazinul este aproximativ elipsoidal și alungit de la est la vest și se întinde pe o zonă de 130 pe 300 de kilometri. Feralia Planitia este înconjurată de un teren înalt, cu marginea nordică coborând cu aproximativ 5–7 kilometri, iar marginea sudică cu până la 14 kilometri. Se învecinează cu zonele muntoase cu cratere ale Vestalia Terra la vest, marginea lui Rheasilvia la sud, Divalia Fossae la est și Saturnalia Fossae la nord-vest. Două cratere de impact majore modifică și mai mult marginea lui Feralia Planitia:  Lepida de ~45 km pe peretele nordic și Oppia de ~35-40 km pe peretele sudic.:107–112
Feralia Planitia este probabil un bazin de impact antic, degradat, deși rămâne neclar dacă a fost format dintr-un singur eveniment de impact sau mai multe.:91:116Zona muntoasă cu cratere din jur reprezintă probabil resturi aruncate de evenimentul (evenimentele) de impact care a creat Feralia Planitia. Între timp, interiorul lui Feralia Planitia este relativ nemodificat de șanțurile extinse ale Divalia Fossae și Saturnalia Fossae, deși unele dintre șanțurile lor se extind în pereții lui Feralia Planitia, ceea ce indică faptul că sunt mai tinere decât bazinul. Deoarece Divalia Fossae și Saturnalia Fossae sunt similare ca vârstă cu bazinele de impact Rheasilvia și Veneneia, acest lucru indică faptul că atât sistemele de șanțuri, cât și cele două bazine majore de impact sudic sunt mai tinere decât Feralia Planitia.:116–118Cu toate acestea, o dată precisă pentru formarea lui Feralia Planitia nu poate fi determinată prin numărarea craterelor, deoarece bazinul a suferit un eveniment de refacere a suprafeței cu aproximativ 3,62 miliarde de ani în urmă.:99Suprafața lui Feralia Planitia este compusă parțial din eucrite, un tip de rocă bazaltică care conține anortit, piroxen sărac în calciu și augit. Acest lucru este în contrast cu zonele înalte mai vechi din nord și nord-est, a căror mineralogie este dominată de howardit, un amestec de eucrit și diogenit.:131–134Feralia Planitia este locul unei anomalii gravitaționale negative.